# White Houses
White Houses è un singolo della cantautrice statunitense Vanessa Carlton, pubblicato il 30 agosto 2004 come primo e unico estratto dal secondo album in studio Harmonium. Il singolo è stato scritto dalla stessa cantante e Stephan Jenkins e prodotto da quest'ultimo.

## Video musicale
Il video è diretto da Sophie Muller. Nella clip la cantante è intenta a suonare il pianoforte mentre una ballerina, anch'essa interpretata dalla Carlton, danza seguendo il ritmo della canzone. La cantante ha rivelato che per il video si è ispirata alla sua passata esperienza come ballerina..

## Tracce
CD Singolo (Stati Uniti)
1. White Houses – 3:45

CD Singolo (Giappone)
1. White Houses – 3:45
2. C'est La Vie (Live) – 2:32
3. Papa (Live) – 2:36

## Classifiche
| Classifica (2004) | Posizione massima |
| ----------------- | ----------------- |
| Stati Uniti       | 86                |